# JBS Textile Group
 For alternative betydninger, se JBS. (Se også artikler, som begynder med JBS)
JBS Textile Group A/S (forkortet JBS) er en dansk familieejet og familiedrevet virksomhed, der producerer undertøj.
Man er i dag en international virksomhed, der samlet har over 300 medarbejdere og med sit primære marked i Nordeuropa.

## Virksomhedens historie
JBS Undertøjet A/S blev grundlagt i 1939 i Herning af danskeren Jens Bjerg Sørensen, som anvendte initialerne JBS i sit fulde navn til navngivningen af virksomheden. I sensommeren 1935 havde den 16-årige Sørensen forsøgt sig som landmand, men grundet sin astma valgte han i stedet at tage til Herning for at påbegynde en tilværelse som selvstændig i tekstilindustrien ved opstart af sin egen produktion af underbeklædning.
Virksomheden fik en tilstrømning af kunder i 1950'erne, da man kunne tilbyde en 30% prisnedsætning af ens produkter gennem rationalisering af produktionen (efter en præsentation af nogle amerikanere i 1952) samtidig med at man kunne levere i flere størrelser modsat mange af konkurrenternes daværende to størrelser: lille og stor. Da Sørensen døde i 1987 havde den ene af hans sønner, Claus Bjerg Sørensen, imidlertid overtaget ledelsen af virksomheden året forinden.
JBS har opkøbt en række andre virksomheder siden indlemmelsen af firmaet Olympia i 1987, blandt andet købte JBS i 1997 deres norske konkurrent Dovre.
Brandet Olympia Marathon sælges i supermarkeder.
En del af produktionen flyttede i 2001 til Litauen efter at JBS købte firmaet VIP.
I 2008 kom strømpefabrikken Egtved under JBS og senere i 2009 begyndte et strømpe-samarbejde med den danske entertainer Mads Christensen. I 2010 kom 2 nye mærker til, arbejdstøjsmærket Proactive og det svenske mærke Resteröds, med aner tilbage til 1925.
I 2012-13 blev berømmelsen pludselig stor, da man indgik såkaldt collabs-samarbejder med både tennisstjernen Caroline Wozniaki og fodboldstjernen Cristiano Ronaldo. Samarbejdet med Cristiano på mærket CR7 Underwear fortsætter den dag i dag.
I 2018 kom der igen et nyt mærke til i form af JBS of Denmark, hvor de udvider deres produkt portefølje med nye varegrupper som loungewear og nu ikke kun til mænd, men også til kvinder samt børn og baby.
I 2019 opstartede man fashion-mærket Hype the Detail med fokus på moderigtige strømpebukser. Endnu en produkttype kom til i 2021 med opkøbet af virksomheden Connexion Tie, der producerer slips, halstørklæder og andet tilbehør til garderoben.
Ligeledes i 2021 blev Hviid Hviid seneste indlemmelse til koncernen. Dette brand har fokus på udvikling indenfor cirkulær tekstil-økonomi. Således omhandler det genbrug af allerede producerede tekstiler, med henblik på bæredygtighed i en industri der ellers er hård ved miljøet.
I 2020/2021 regnskabet havde JBS en nettoomsætning på 450 millioner.

### Promovering af JBS

#### Sponsorater
Jens Bjerg Sørensen markerede sig igennem tiden med en række fremtrædende sponsorater og PR-fremstød indenfor cykling, fodbold og ishockey.
Bokseren Brian Nielsen modtager sponsortøj fra JBS.

#### Kritiske reklamekampagner
Undertøjsfirmaet lancerede i efteråret 2007 en reklamekampagne for herreundertøj, hvilket vakte opmærksomhed med sine erotisk udformede motiver, der skildrede fire kvinder fremstillet som henholdsvis sygeplejerske, stuepige, sekretær og nonne i deres sædvanlige arbejdsmiljø iført meget lidt undertøj lugtende til et par herreunderbukser. Billederne som helhed havde den seksuelle akt og JBS underbukserne i centrum, idet betragteren skulle få det indtryk, at kvinderne lige havde haft sex med en mand, som havde efterladt sine JBS underbukser. Grundet anvendelsen af bestemte faggrupper i reklamerne valgte HK, Dansk Magisterforening, Dansk Sygeplejeråd, Fagligt Fælles Forbund (3F), FOA, Teknisk Landsforbund og Kvinderådet i oktober 2007 at indsende en fælles klage til Forbrugerombudsmanden med et ønske om at få reklamen gjort forbudt. JBS reagerede den efterfølgende dag ved at fjerne reklamen fra deres hjemmeside og andre steder.
I februar 2008 forbød Forbrugerombudsmanden de fire JBS-undertøjsannoncer.
Forbrugerombudsmanden afgjorde, at kvindekønnet i de pågældende reklamer afbilledes på en nedsættende og ringeagtende måde og konkluderede at reklamerne var i strid med punkt 2 i Forbrugerombudsmandens retningslinjer om kønsdiskriminerende reklame og dermed markedsføringslovens § 1.
Sexolog, jordemoder og talsmand for Seksualpolitisk Forum Vivi Hollænder var en blandt flere, der protesterede over Forbrugerombudsmandens afgørelse og at de klagende faggrupper skulle føle sig stødt.
Protesterne skabte en del gratis omtale for JBS og firmaet er fortsat med at benytte et sexualiseret univers i deres reklamekampagner. 
I 2011 producerede firmaet M2 Film en humoristisk reklamefilm for JBS hvor man så letpåklædte sexualiserede kvinder arbejder på en cubansk tøjfabrik.
Også i dette tilfælde protesterede 3F og Kvinderådet.
JBS fik igen gratis eksponering da reklamefilmen blev vist i DR's program Aftenshowet.
Størst succes med kampagner har firmaet øjensynlig haft i 2006 med den virale video, "Men don't want to look at naked men", der blev set af over 11 millioner.
Samtidig med at være sexualiseret legede den med de traditionelle kønsroller.
JBS har historisk set skabt debat med sine marketingkampagner, der har udfordret tidsånden. I 1960'erne tiltrak undertøjsfirmaet opmærksomhed, da man hyrede en sort undertøjsmodel til at vise en ny sort undertøjsserie frem i Danmark. Senere, i 1970'erne, pustede JBS endnu engang til samfundsdebatten og satte denne gang fokus på ligestilling mellem kønnene med lanceringen af en ny unisex-undertøjsserie.

## Andre Mærker
JBS har også følgende mærker
- Dovre
- Olympia
- Marathon
- Marathon Women
- Resteröds
- Claudio
- JBS of Denmark
- Hype the Detail
- Decoy
- Egtved
- Connexion Tie
- ProActive
- Mads Christensen
- CR7
- Symfoni
- Hviid Hviid